# 12 Dywizja Pancerna (III Rzesza)
12 Dywizja Pancerna (niem. 12. Panzer-Division) – niemiecka dywizja pancerna z okresu II wojny światowej.

## Formowanie i walki
Dywizja została sformowana w Szczecinie na podstawie rozkazu z 15 października 1935 jako 12 Dywizja Piechoty. Rozkazem z dnia 5 października 1940 przeformowano ją  w 12 Dywizję Pancerną .Początkowo wchodziła w skład 11 Armii i stacjonowała w Szczecinie.
W maju 1941 roku włączona została w skład 3 Grupy Pancernej i wraz z nią w czerwcu 1941 roku wchodziła w skład Grupy Armii Środek. Następnie wzięła udział w operacji Barbarossa walcząc w rejonie Mińska i Smoleńska. 
We wrześniu 1941 roku dywizja została przerzucona na północ i włączona w skład Grupy Armii Północ, gdzie walczyła w rejonie Leningradu do października 1942 roku. 
W listopadzie 1942 roku włączona ponownie w skład Grupy Armii Środek, walczyła na środkowym odcinku frontu wschodniego m.in. pod Orłem i rzeką Dniepr. Na tym odcinku frontu pozostała do lutego 1944 roku.
W lutym 1944 roku została przerzucona ponownie na północ, gdzie walczyła początkowo pod Leningradem, a następnie od września 1944 roku w Kurlandii. Tam pozostała do zakończenia wojny i tam skapitulowała pod koniec kwietnia 1945 roku.

## Oficerowie dowództwa dywizji
Dowódcy dywizji
- gen. płk Josef Harpe (1940–1942)
- gen. por. Walter Wessel (1942–1943)
- gen. por. Erpo Freiherr von Bodenhausen (1943–1944)
- gen. mjr Gerhard Müller (1944)
- gen. por. Erpo Freiherr von Bodenhausen (1944–1945)
- płk von Usedom (1945)

## Skład
1941
- 29 pułk pancerny (Panzer Regiment 29)
- 12 Brygada Strzelców (Schützen Brigade 12)
  - 5 pułk strzelców (Schützen Regiment 5)
  - 25 pułk strzelców (Schützen Regiment 25)
  - 22 batalion motocyklowy (Kradschützen Bataillon 22)
- 2 pułk artylerii (Artillerie Regiment 2)
- 2 batalion rozpoznawczy (Aufklärungs Abteilung 2)
- 2 dywizjon przeciwpancerny (Panzerjäger Abteilung 2)
- 32 batalion pionierów (Pionier Bataillon 32)
- 2 batalion łączności (Nachrichten Abteilung 2)

1943
- 29 pułk pancerny (Panzer Regiment 29)
- 5 pułk grenadierów pancernych (Panzer Grenadier Regiment 5)
- 25 pułk grenadierów pancernych (Panzer Grenadier Regiment 25)
- 2 pułk artylerii pancernej (Panzer Artillerie Regiment 2)
- 12 pancerny batalion rozpoznawczy (Panzer-Aufklärungs Abteilung 12)
- 303 dywizjon artylerii przeciwlotniczej (Heeres Flak Artillerie Abteilung 303)
- 2 dywizjon przeciwpancerny (Panzerjäger Abteilung 2)
- 32 pancerny batalion pionierów (Panzer Pionier Abteilung 32)
- 2 batalion łączności (Nachrichten Abteilung 2)

W przededniu bitwy kurskiej dywizja liczyła 82 czołgi.